# 內惟車站
內惟車站為台鐵地下化中在臺灣鐵路公司縱貫線復設之捷運化簡易車站之一，位於高雄市鼓山區內惟地區。

高雄車站附近軌道示意圖
未列出臨港線支線、未依實際距離繪製

## 歷史
本站於1953年第一次設站，為不派駐站員的招呼站，亦未設置站房，僅有月台，後因搭配台鐵柴油客車停駛之政策以及乘客人數相對稀少，約在1971年左右和東門車站、三埤車站一同遭到裁撤，當時的站體並未留存。第二次設站的捷運化新站體於2018年10月14日隨著高雄鐵路地下化通車啟用，地點位於中華路陸橋與明誠四路平交道之間的路廊，和前鋒社區公園隔著翠華路相望。原先的設站地點與目前的地點不同，距離今日站址往南約九百公尺處。
- 1953年5月1日：設招呼站（與石城車站同日設立）。
- 1971年：隨著柴油客車停駛而廢站。
- 2018年10月14日：隨著高雄鐵路地下化工程完工而重新啟用，等級為簡易站。

## 車站概要
本站位於鼓山區鼓峰里外圍，靠近與內惟聚落交界處，該里傳統名稱為「前峰尾」聚落。原先站址位處內惟的聚落中心，因鐵路地下化於鄰近增設美術館車站，為了避免兩站距離過近而拉大距離，復站時北遷於現址，又北鼓山地區也稱為內惟次分區，故仍命名為「內惟車站」。車站等級為簡易站。主要停靠區間車及區間快車。
可於站外「臺鐵內惟站」、「臺鐵內惟站（中華一路）」公車站轉乘2條公車路線、1條公車式小黃路線，或租借YouBike。

## 車站構造

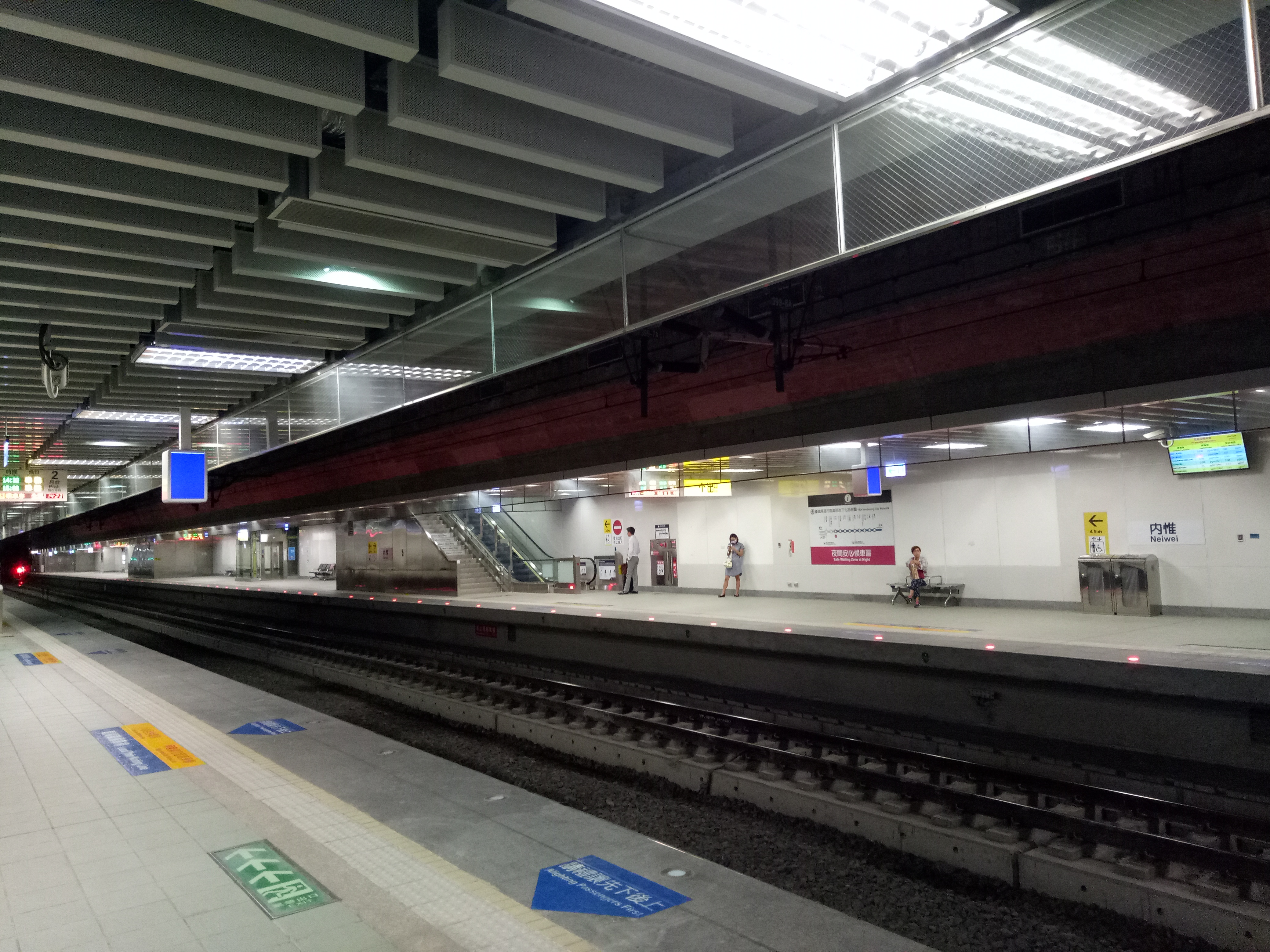
內惟站月台

- 原始規劃為建造一個兩座側式月台之平面車站；新左營─美術館間路段納入地下化工程範圍後，本站之規劃亦隨之改為地下化車站。

### 月臺配置
| 1 | 1 | █ 西部幹線（上行） | 往 臺南、嘉義、斗六、二水 方向 |
| 2 | 2 | █ 西部幹線（下行） | 往 高雄、屏東、潮州、枋寮 方向 |

### 車站樓層
| 地面 | 出入口 | 出入口 |

| 地下 一樓 | 大廳層             | 車站大廳、詢問處、自動售票機、驗票閘門       |
| 地下 一樓 | 大廳層             | 洗手間                                       |
| 地下 二樓 | 側式月台，左側開門 | 側式月台，左側開門                           |
| 地下 二樓 | 1月臺              | 縱貫線 往高雄、屏東、潮州方向（美術館車站）→ |
| 地下 二樓 | 2月臺              | ←縱貫線 往臺南、嘉義、斗六方向（左營車站）   |
| 地下 二樓 | 側式月台，左側開門 |                                              |

## 利用狀況
根據2024年資料，本站每日旅運量約為1,853，在台鐵各站中排行第102名。
| 年   | 年間    | 年間    | 年間     | 來源   | 日平均 | 日平均 |
| 年   | 上車    | 下車    | 上下車計 | 來源   | 上車   | 上下車 |
| ---- | ------- | ------- | -------- | ------ | ------ | ------ |
| 2018 | 40,649  | 39,802  | 80,451   | [ 4 ]  | 515    | 1,016  |
| 2019 | 237,673 | 237,312 | 474,985  | [ 5 ]  | 651    | 1,301  |
| 2020 | 221,799 | 225,465 | 447,264  | [ 6 ]  | 606    | 1,222  |
| 2021 | 181,123 | 183,631 | 364,754  | [ 7 ]  | 496    | 999    |
| 2022 | 211,478 | 211,900 | 423,378  | [ 8 ]  | 579    | 1,160  |
| 2023 | 281,463 | 285,731 | 567,194  | [ 9 ]  | 771    | 1,554  |
| 2024 | 335,018 | 343,177 | 678,195  | [ 10 ] | 915    | 1,853  |

## 外部連結
- 交通部鐵路改建工程局-高雄計畫
- 國營臺灣鐵路股份有限公司 – 內惟車站 （页面存档备份，存于）